# サロンノ駅
サロンノ駅（伊: Stazione di Saronno）は、 イタリア共和国ロンバルディア州ヴァレーゼ県サロンノ市の中心鉄道駅である。当駅よりは北ミラノ鉄道（Ferrovie Nord）のミラノ-サロンノ線が三つの鉄道線に分岐するので、ミラノ近郊の北西部の中で最も利用されている乗換駅になっている。
2005年の旅客数は6,253,628人であった

## 各鉄道路線

### 州内鉄道
以下の各路線の南端の始発駅になっている:
マルペンサ・エクスプレス マルペンサ・エクスプレス|ミラノ・カドルナ ↔ サロンノ ↔ マルペンサ空港 (一部通過)
FNM1 ミラノ・カドルナ ↔ サロンノ ↔ ノヴァーラ・ノルド
FNM2 ミラノ・カドルナ ↔ サロンノ ↔ ヴァレーゼ ↔ ラヴェーノ-モンベッロ・ノルド
FNM3 ミラノ・カドルナ ↔ サロンノ ↔ コモ・ラーゴ

### 近郊線

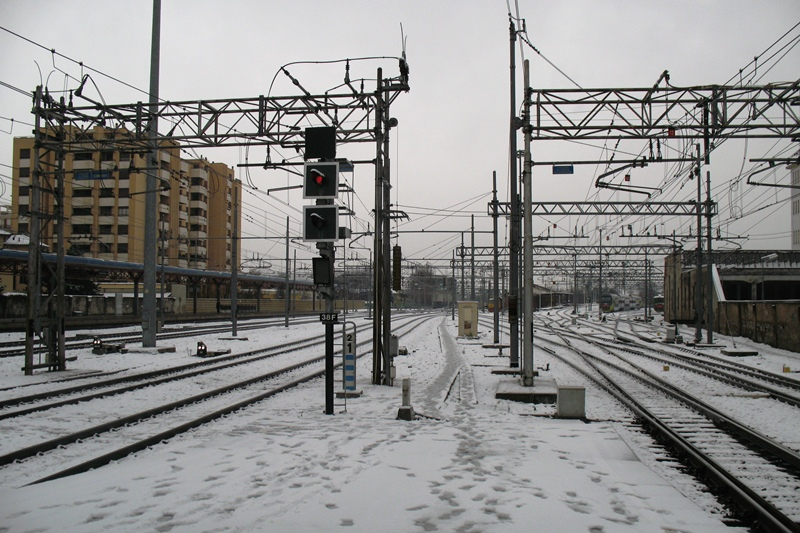
ミラノ方面の線路

以下の各路線の北端の始発駅になっている:
 サロンノ ↔ ローディ
 サロンノ ↔ ミラノ・カドルナ
 サロンノ ↔ アルバイラーテ

## 備考
1. ↑  Bilancio Sociale 2004-2005